# پیتر پچا
پیتر پچا (انگلیسی: Peter Pecha؛ زادهٔ ۱۶ نوامبر ۱۹۷۵) کشتی‌گیر اهل اسلواکی است.